# Distretto governativo di Kassel
Il distretto governativo di Kassel (in tedesco: Regierungsbezirk Kassel) è uno dei tre distretti governativi del Land dell'Assia in Germania.

## Suddivisione

### Circondari
- Kassel
- Werra-Meißner
- Waldeck-Frankenberg
- Schwalm-Eder
- Hersfeld-Rotenburg
- Fulda

### Città extracircondariali
- Kassel

### Città a statuto speciale
- Fulda